# Oblake
Oblake (nemško Glabatschach) je naselje v Občini Čajna v Okraju Beljak-dežela na Koroškem v Avstriji.